# 張壽齡 (洪武進士)
張壽齡，廣東南雄府保昌縣人，明朝政治人物、進士出身。

## 生平
洪武四年，會試九十六名，登進士三甲，授開封府洧州縣縣丞。